# Lößnitzgrund

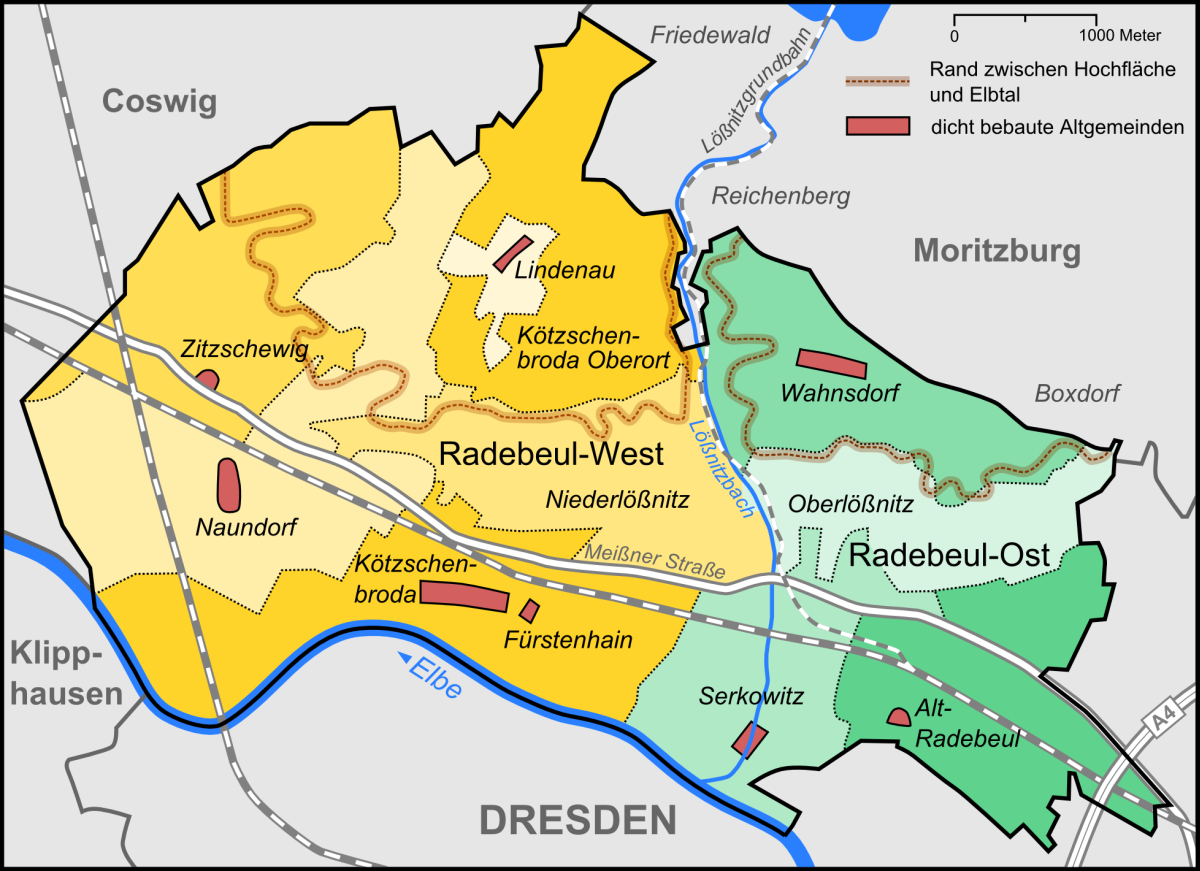
Der Lößnitzgrund trennt Niederlößnitz und Oberlößnitz

Der Lößnitzgrund ist ein bis zu 50 m tiefes Sohlental (Kerbtal) des Lößnitzbaches (früher auch Zodenbach oder Zottelbach) in der sächsischen Lößnitz. Der Lößnitzgrund trennt die Radebeuler Ortsteile Niederlößnitz und Kötzschenbroda Oberort (im Westen) sowie Oberlößnitz und Wahnsdorf (im Osten) nördlich der Meißner Straße. An der Ostseite befinden sich Steinbrüche und Felsen, unter anderem auch der Todhübel. Das Grundgestein ist ein Monzonittyp. Der Lößnitzgrund ist Teil des Fauna-Flora-Habitat-Gebiets Lößnitzgrund und Lößnitzhänge.

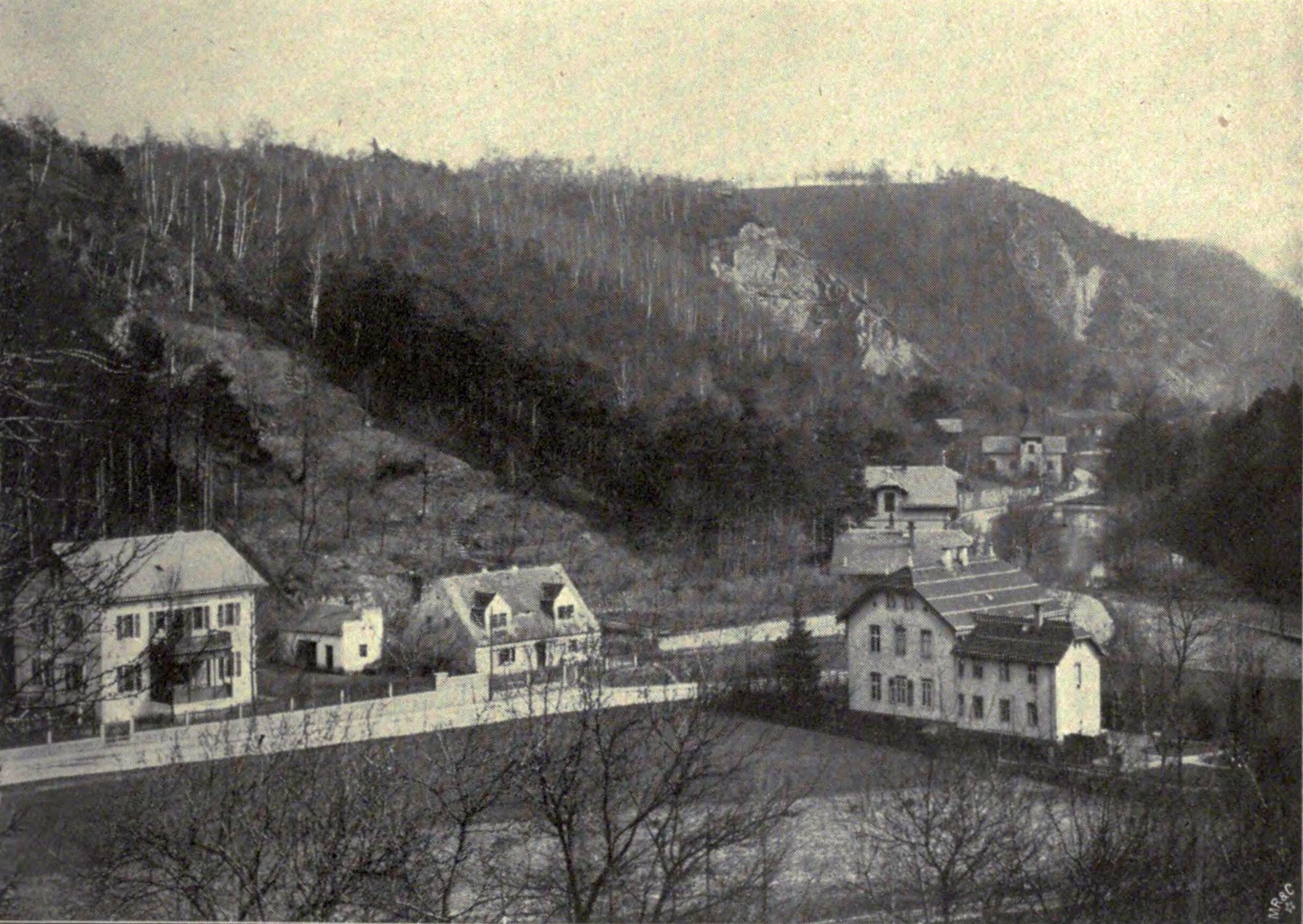
Lößnitzgrund um 1900, Blick auf den Todhübel

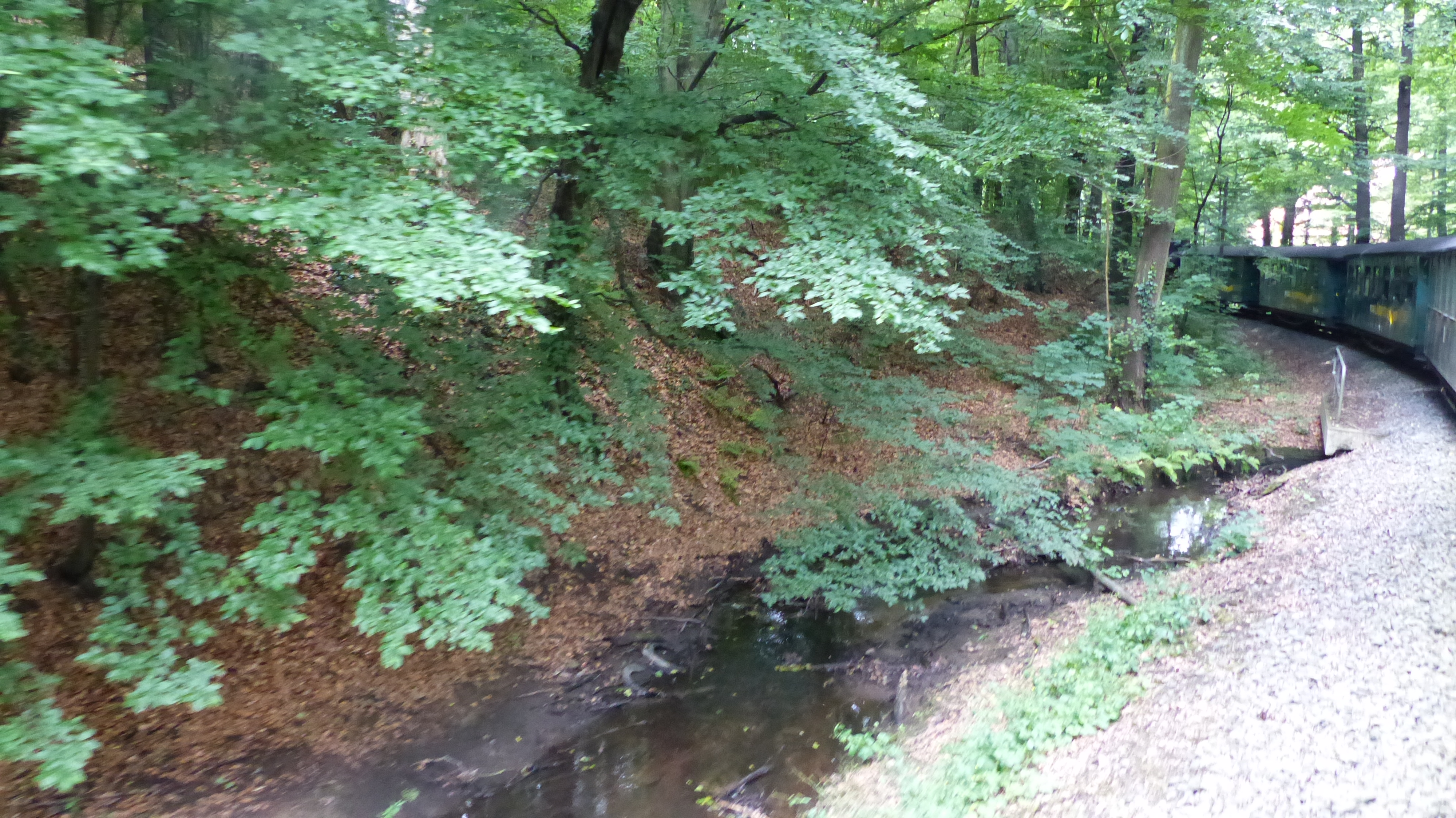
Lößnitzgrund, Lößnitzbach und Lößnitzgrundbahn

Die Bezeichnung, vermutlich vom altsorbischen lěsnica (Waldbach) abgeleitet, wurde erstmals 1286 im Weinbaugebiet Kötzschenbroda erwähnt.
Durch den Grund fährt die schmalspurige Lößnitzgrundbahn (Radebeul Ost–Radeburg). Sie wird von der Sächsischen Dampfeisenbahngesellschaft betrieben. Die Bahn wird in die Feierlichkeiten der Karl-May-Festtage einbezogen, die alljährlich im Lößnitzgrund stattfinden.
Bekannte Bauten im Lößnitzgrund sind unter anderem der ehemalige Gasthof „Weißes Roß“, die Meierei und das Bilzbad.